# Batalha de Tourcoing
A Batalha de Tourcoing ocorreu em 18 de maio 1794 no âmbito da Guerra da Primeira Coligação e viu enfrentarem-se as tropas francesas sob o comando dos generais Jean Victor Marie Moreau e Joseph Souham e os anglo-austríaco-hanoverianos comandados pelo duque de Iorque e Albany e do Príncipe de Coburgo. A vitória foi para o lado francês, apesar de sua desvantagem numérica.